# Villa Literno
Villa Literno (autrefois Vico di Pantano) est une commune italienne de la province de Caserte, dans la région Campanie.

## Administration
| Période                                  | Période | Identité | Étiquette | Qualité |
| ---------------------------------------- | ------- | -------- | --------- | ------- |
|                                          |         |          |           |         |
| Les données manquantes sont à compléter. |         |          |           |         |

### Communes limitrophes
Cancello e Arnone, Casal di Principe, Castel Volturno, Giugliano in Campania, San Cipriano d'Aversa